# 田縣神社

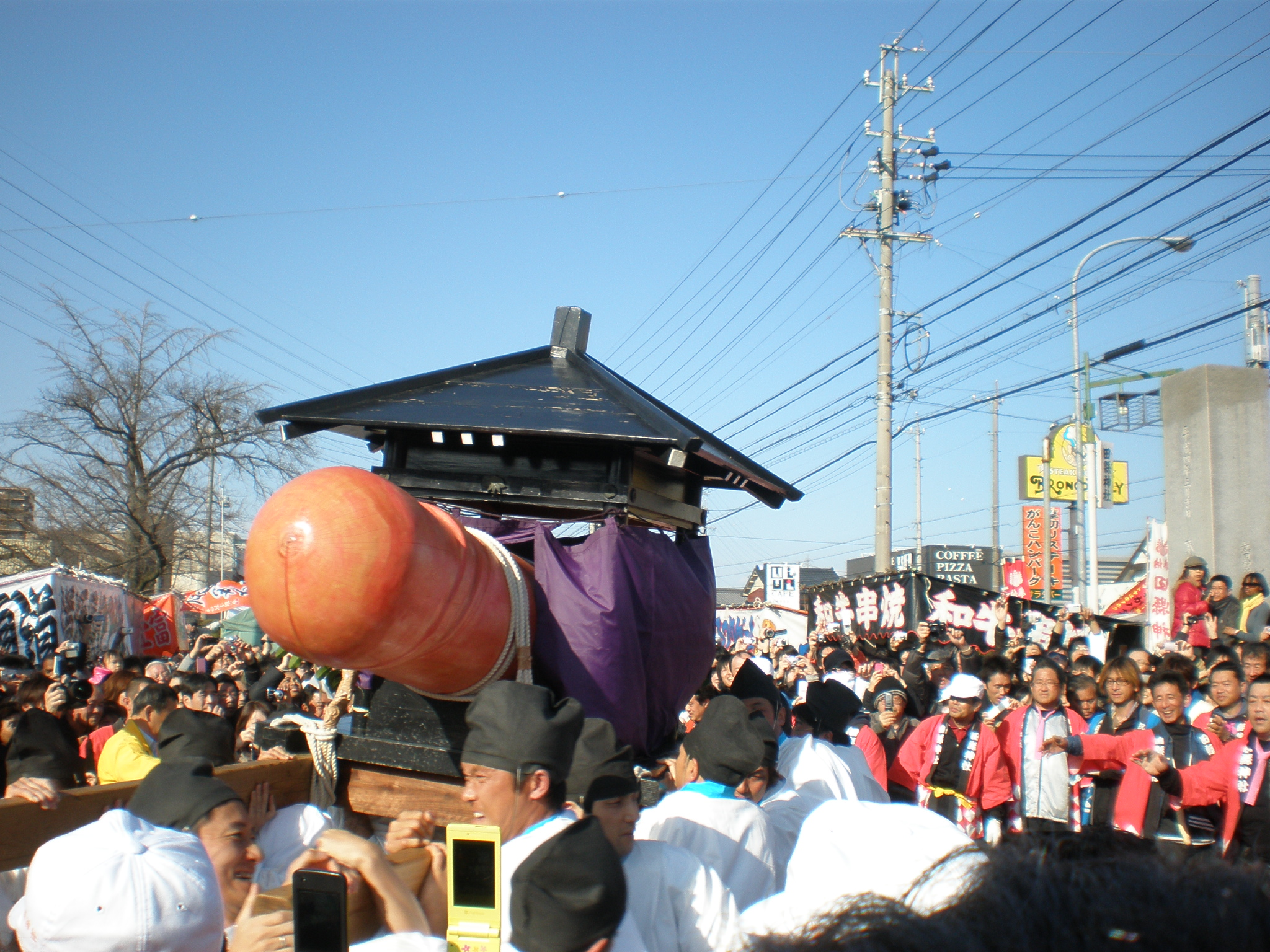
豊年祭

田縣神社（日语：／ TaGaTaJinJya */?）是位在日本愛知縣小牧市的神社。為式內社、舊社格為鄉社。境內祭祀許多男根之石。毎年3月舉行的豐年祭非常有名，「大男莖形」用來祈願五穀豐穰、家業繁榮。

## 图片

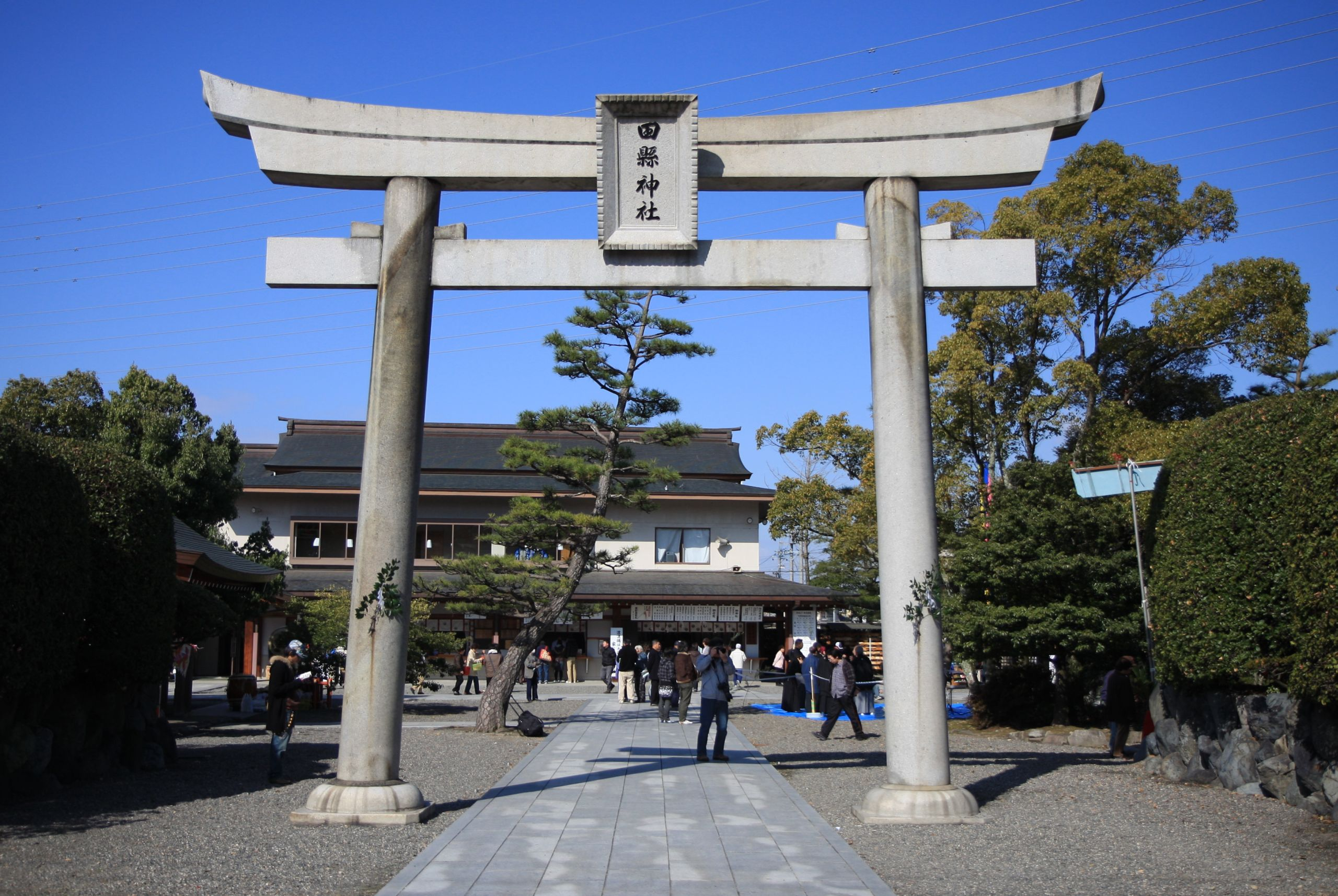
鳥居
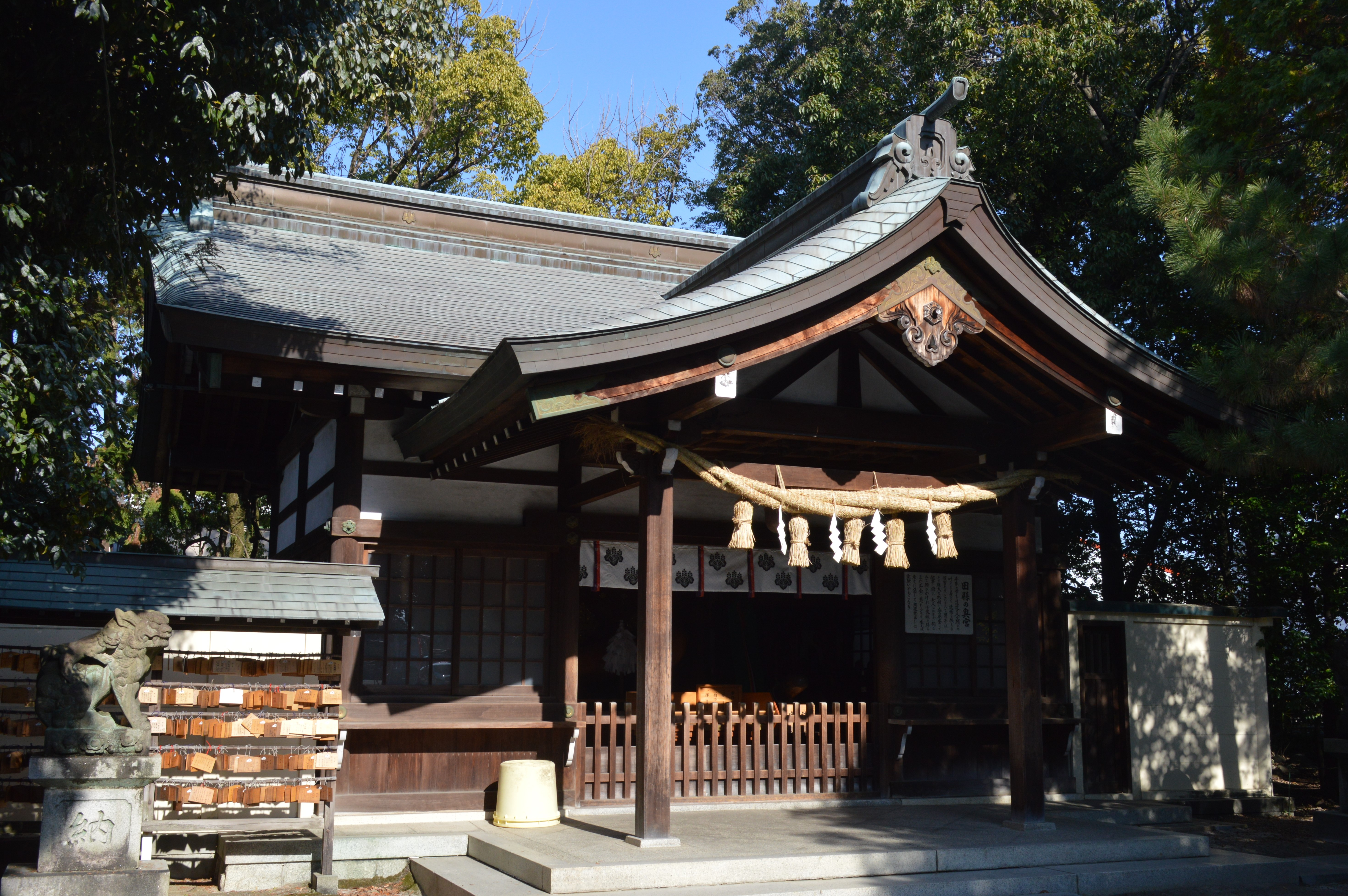
奥宮
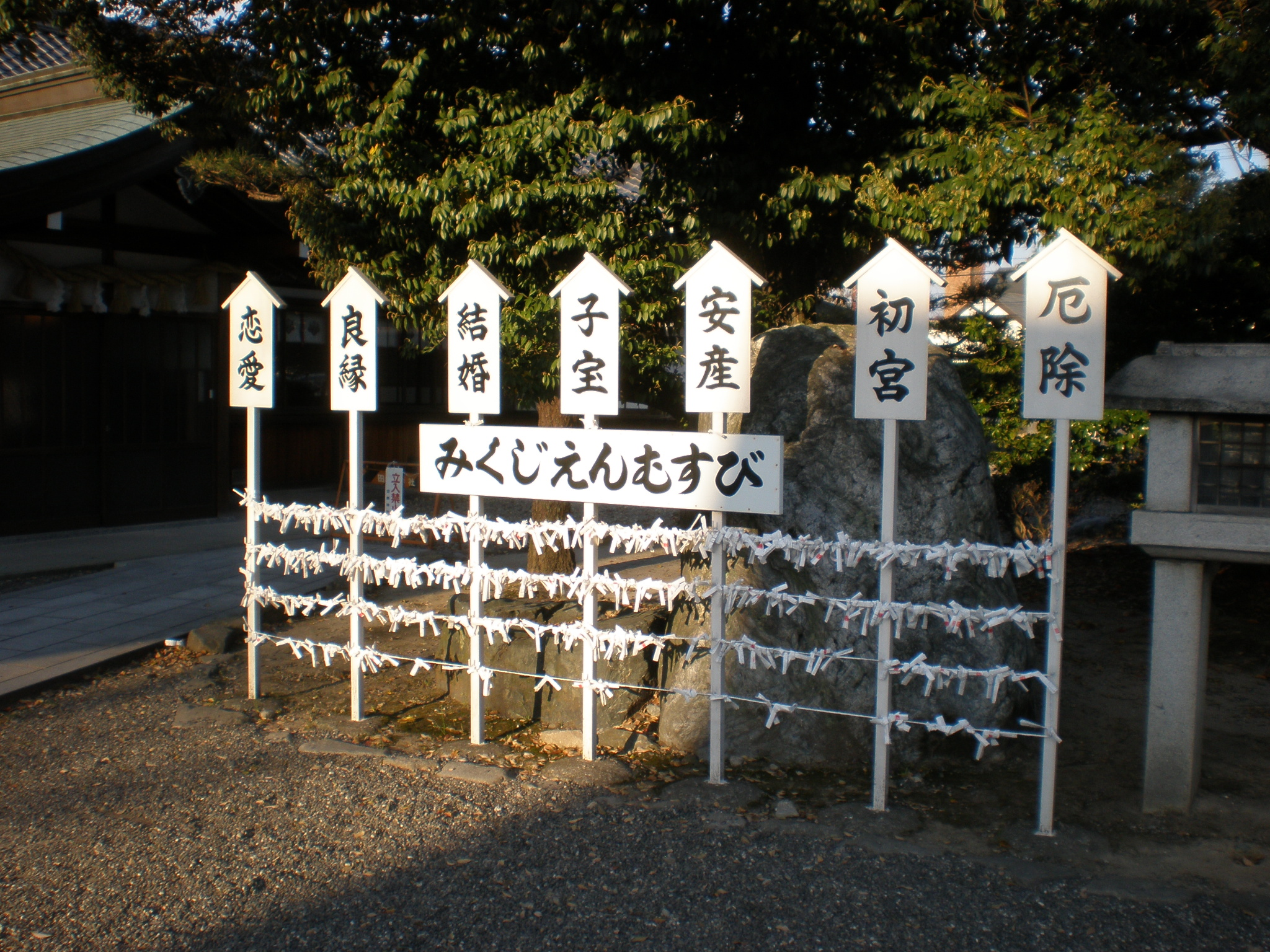
願掛け
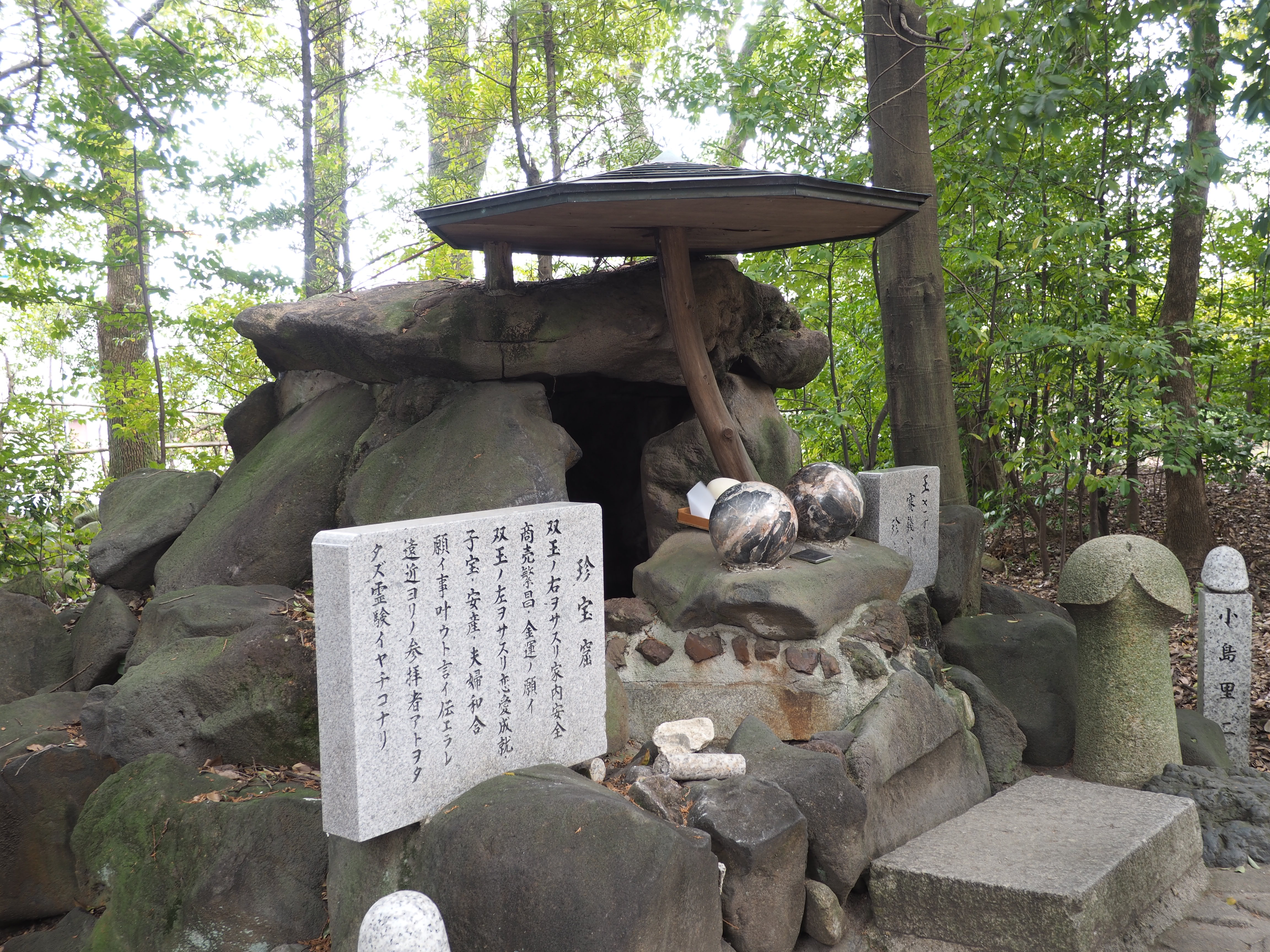
珍宝窟
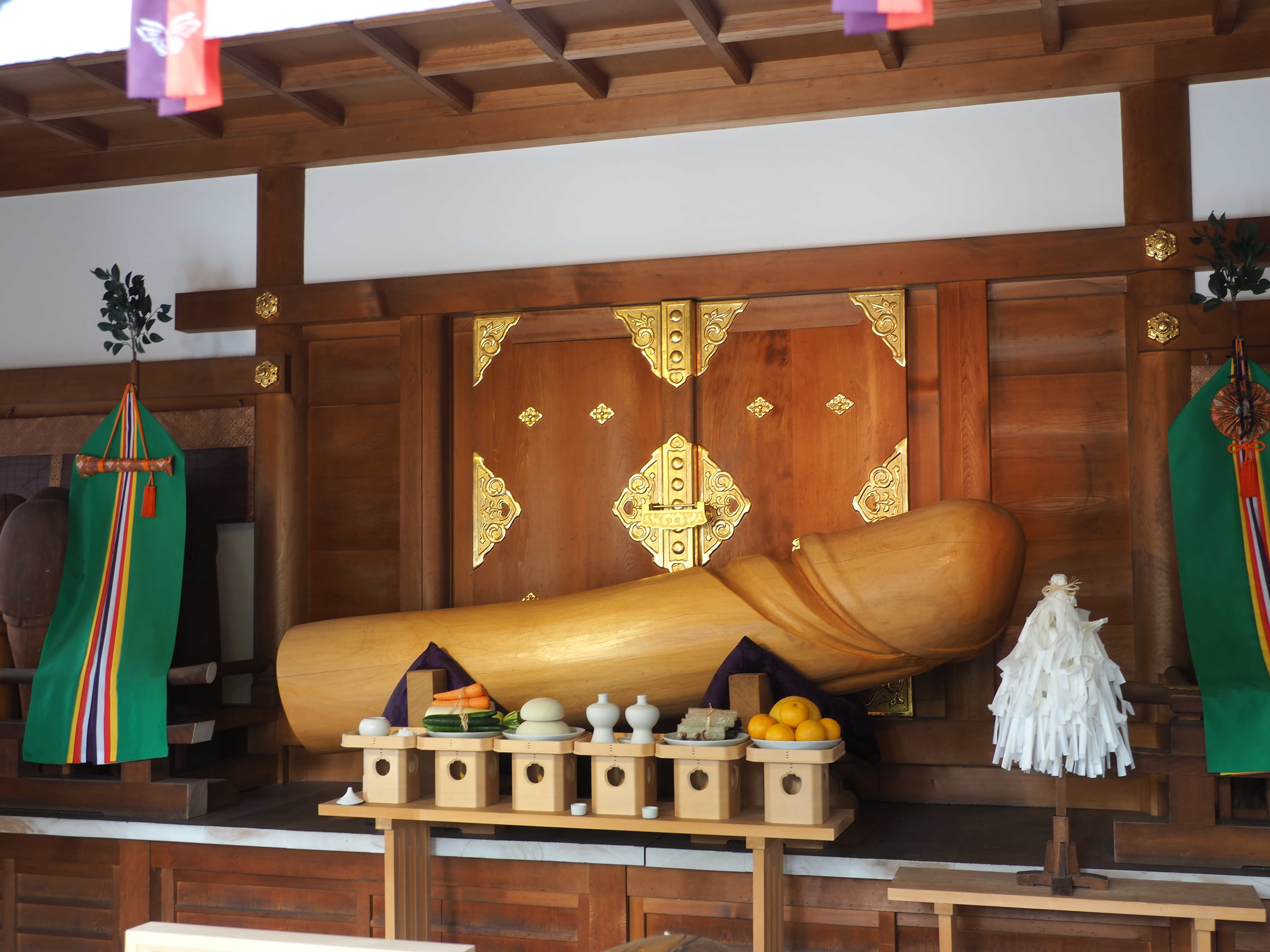
神体
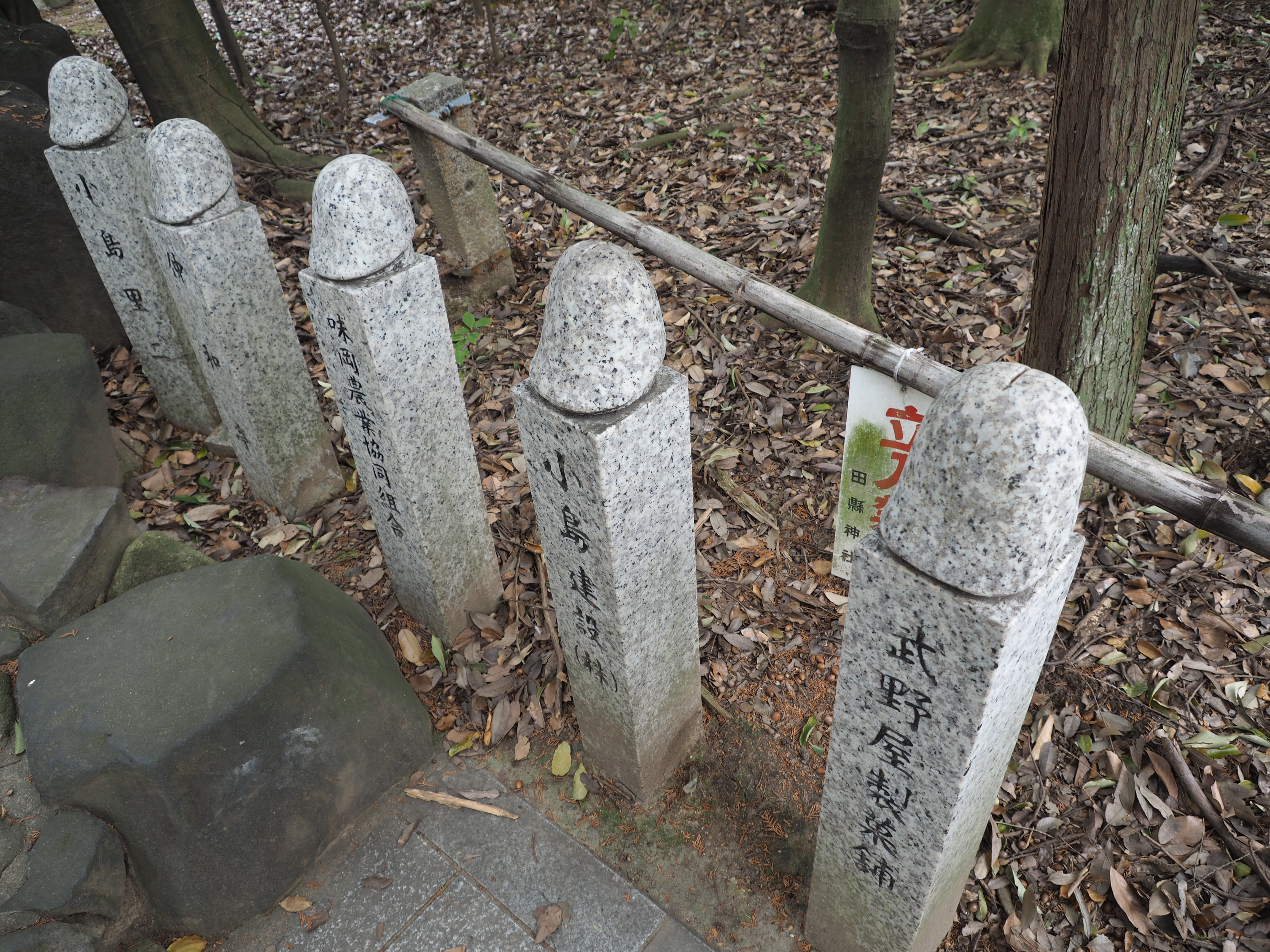
石柱
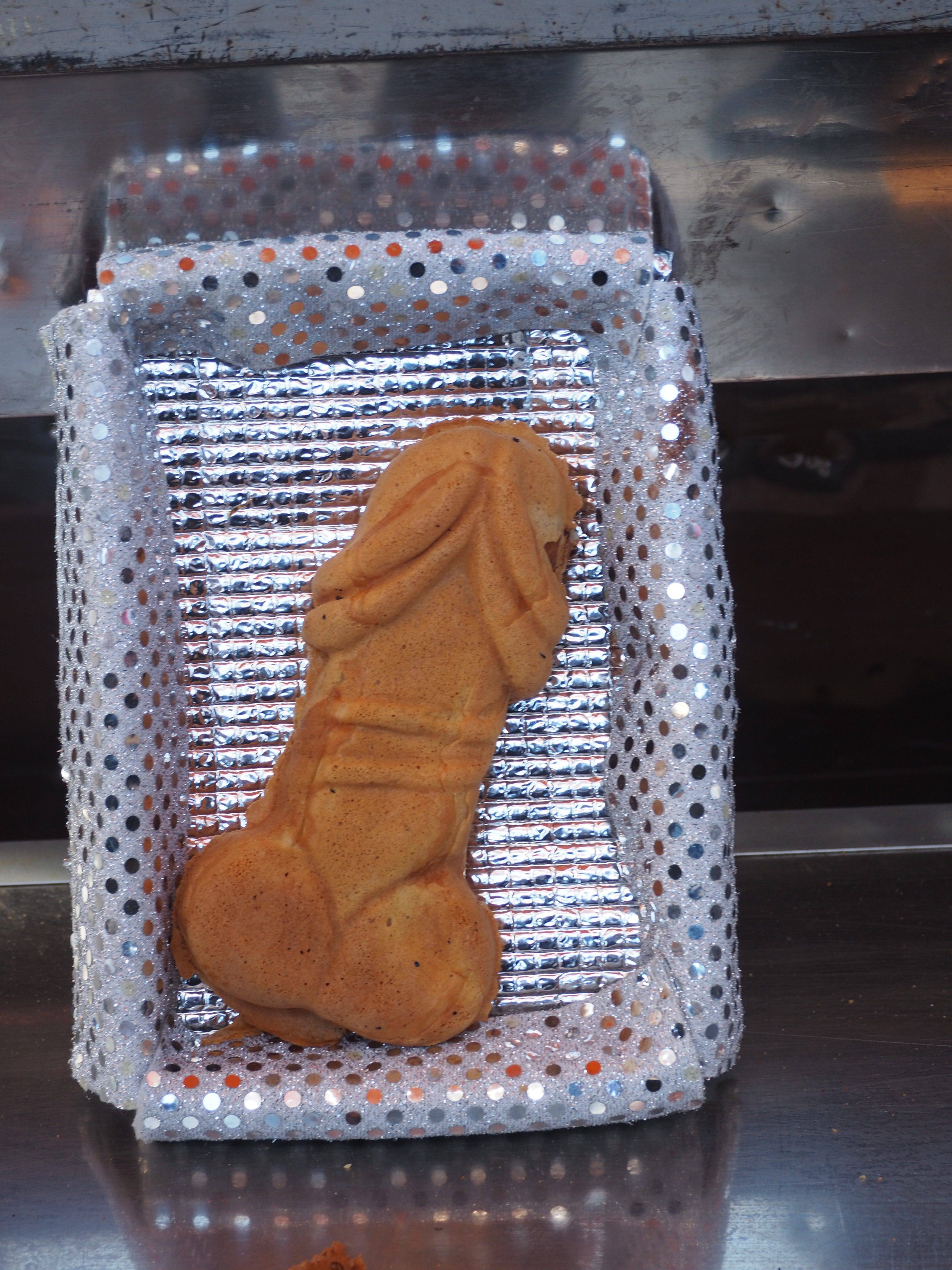
珍呆参
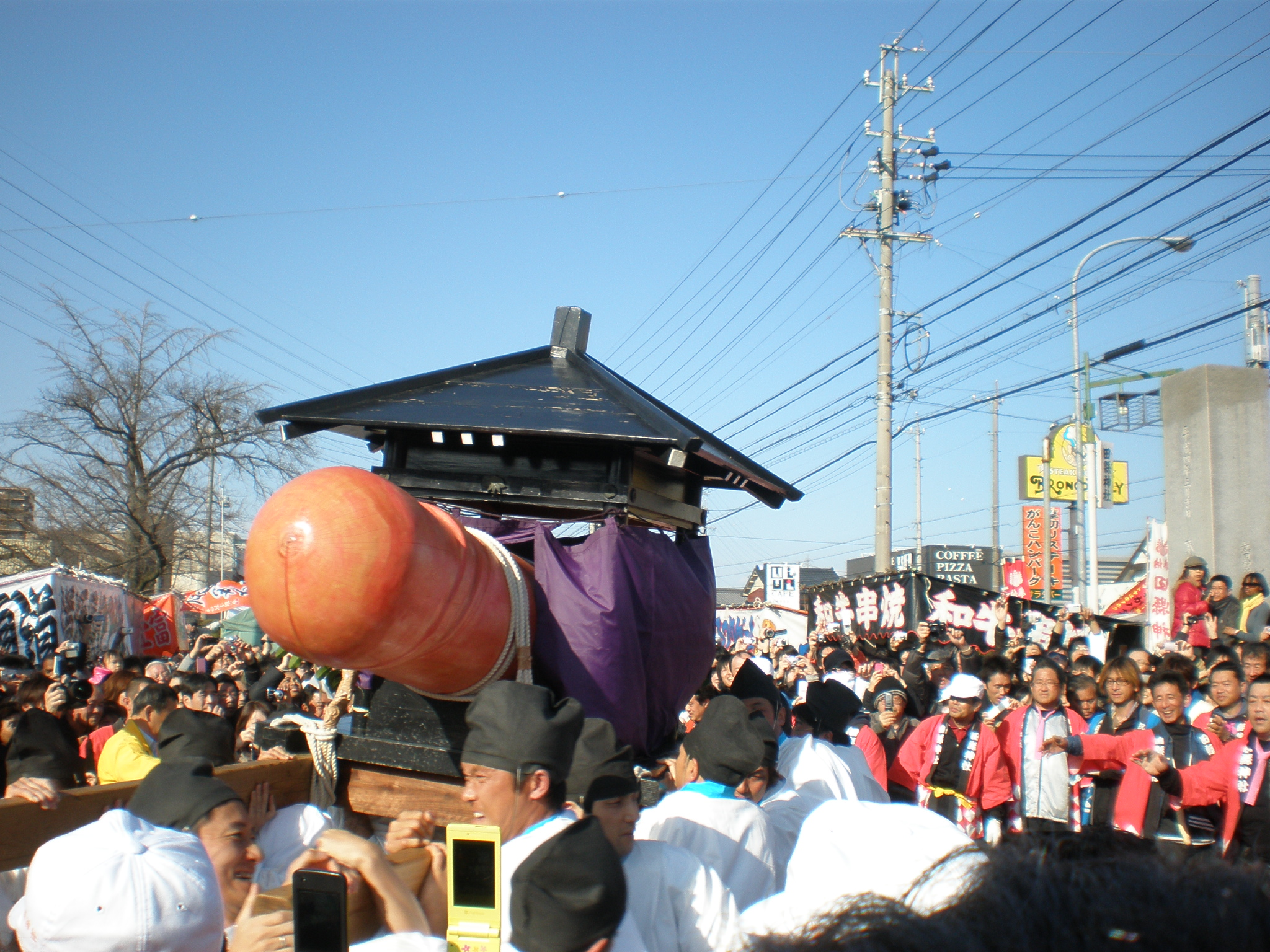
豊年祭
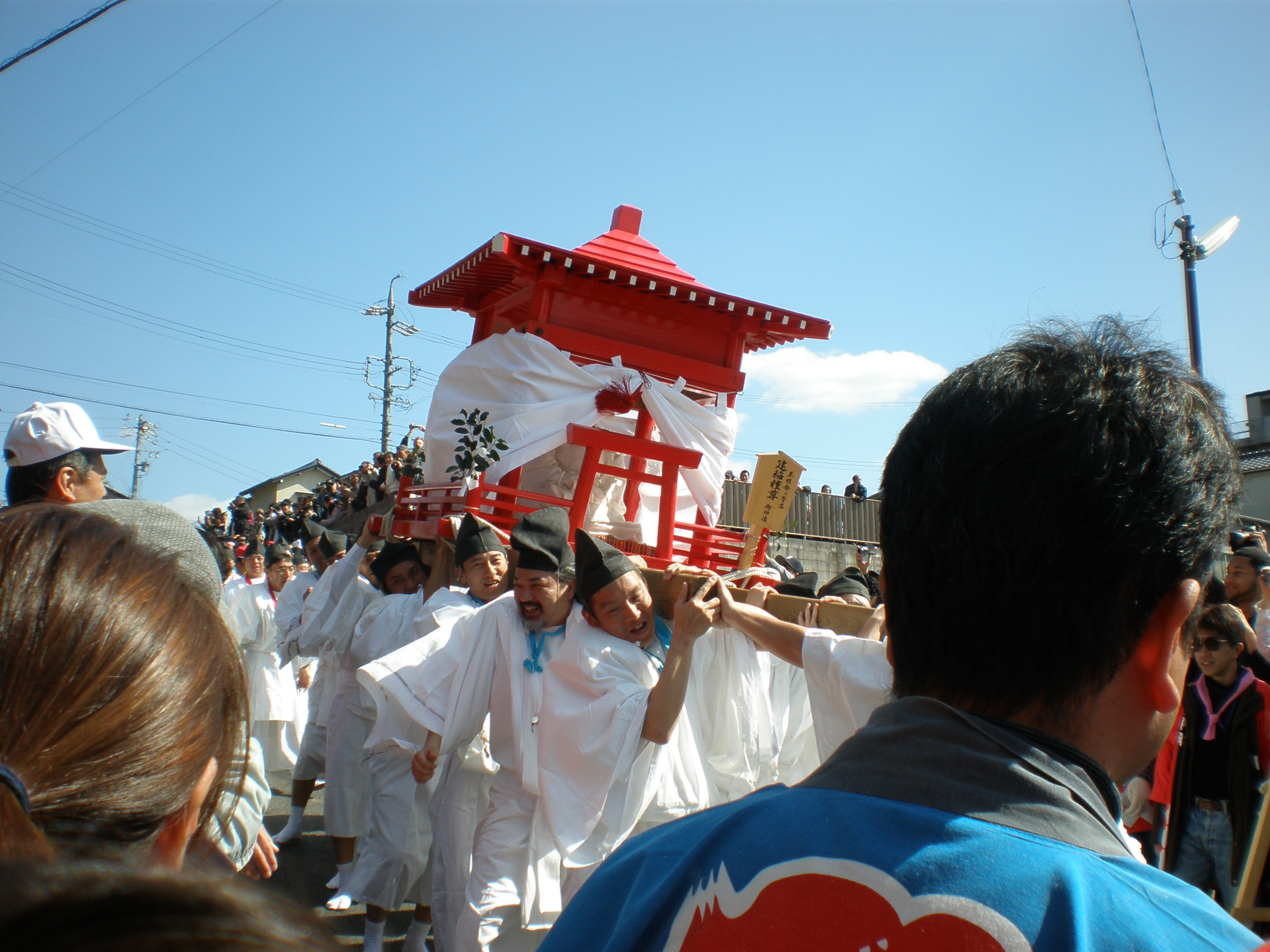
豊年祭

## 關連項目
- 大縣神社 - 愛知縣犬山市的神社。田縣神社的對照，境內祭祀女陰形之石。

## 外部連結
- 小牧市/田縣神社の豊年祭
- 田縣神社 （页面存档备份，存于）